# Phanagoria

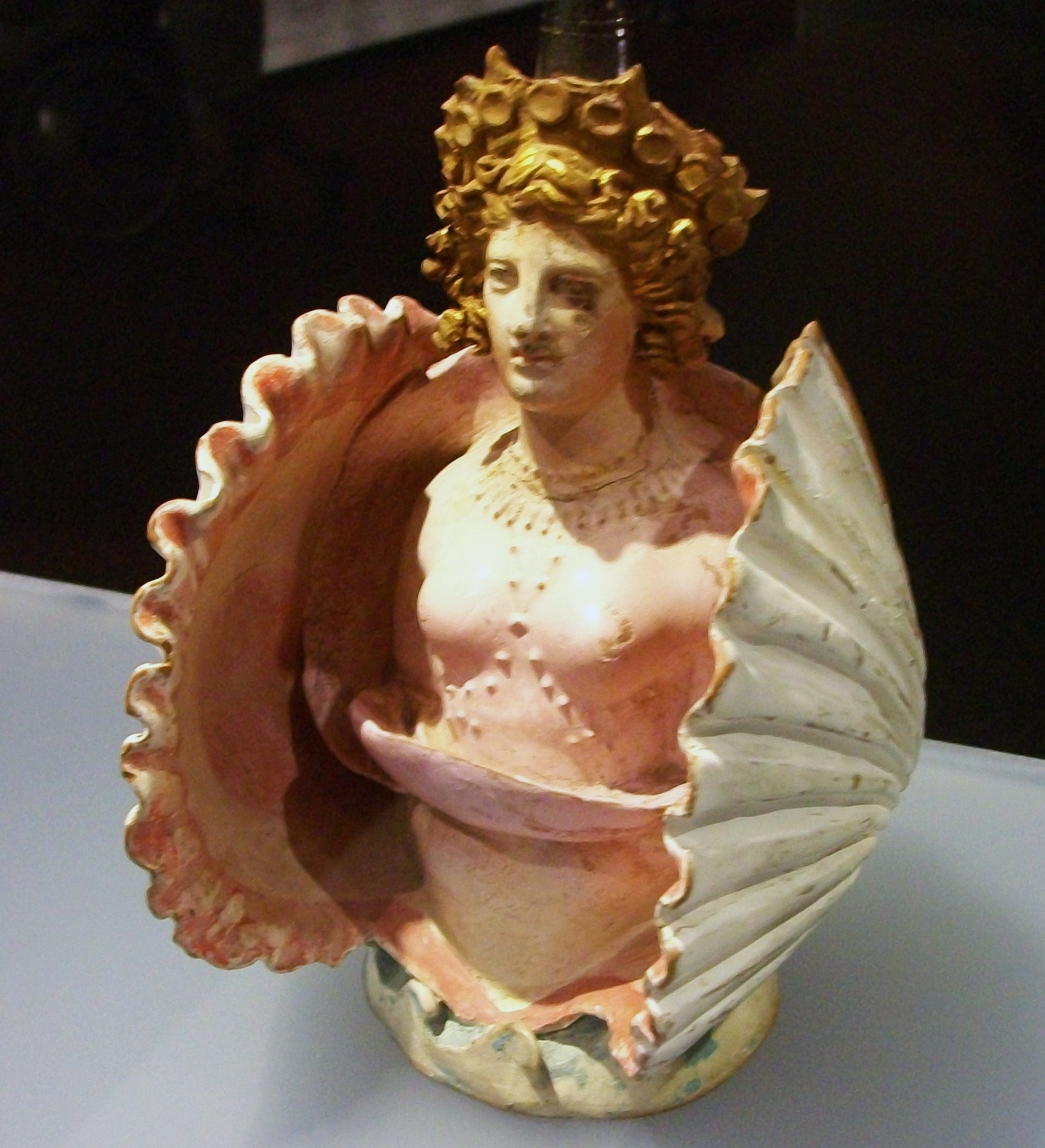
Aphrodite von Fanagoria

Phanagoria, auch Phanagoreia (altgriechisch Φαναγορεία), war in der Antike die größte griechische Kolonie auf der Taman-Halbinsel am Kimmerischen Bosporus und über Jahrhunderte eine bedeutende Handelsstadt. Sie war nach Pantikapaion eine der Hauptstädte des Bosporanischen Reichs und im 7. Jahrhundert Hauptstadt des Großbulgarischen Reiches.

## Lage

Lage von Phanagoria zwischen Asowschem Meer und Schwarzem Meer

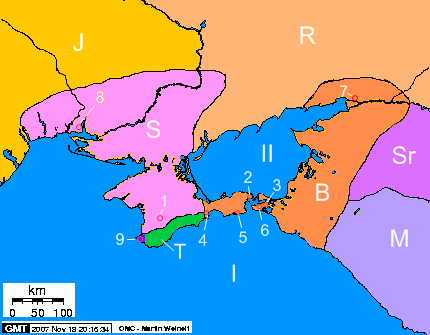
Krim und Asowsches Meer im 2. Jh. v. Chr.
2 – Pantikapaion
3 – Phanagoria
6 – Hermonassa

Phanagoria liegt auf der östlichen Seite der Straße von Kertsch, die das Schwarze Meer mit dem Asowschen Meer verbindet. Die Stadt wurde an der nördlichen Seite der Spitze der Taman-Halbinsel, einige Kilometer östlich von Hermonassa erbaut. Ungefähr ein Drittel des früheren Stadtgebiets liegt heute unter Wasser.

## Geschichte

### Antike
Phanagoria wurde 543 v. Chr. als Kolonie von Teos gegründet. Im 5. Jahrhundert v. Chr. wurde die Stadt dem entstehenden Bosporanischen Reich einverleibt. Sie stand danach unter ständiger Bedrohung durch die Skythen. Nach dem Aussterben der herrschenden Dynastie fiel das Reich um 107 v. Chr. an Mithridates VI. von Pontus, der seinen Sohn Manchares als König einsetzte. Während der Mithridatischen Kriege stellte sich Phanagoria auf die Seite Roms und blieb danach mit Rom verbündet. Im 4. Jahrhundert wurde sie von den Hunnen zerstört.

### Mittelalter
Im 7. Jahrhundert wurde Phanagoria Hauptstadt des von Kubrat gegründeten Großbulgarischen Reiches. Letzter bulgarischer Herrscher war Batbajan (bzw. Vatbajan), Sohn von Kubrat. Später fiel sie unter chasarischen und byzantinischen Einfluss. Der byzantinische Kaiser Justinian II. lebte dort um 700 als Flüchtling und Schwager des Herrschers der Chasaren.
Im 10. Jahrhundert wurde das Gebiet von der Kiewer Rus erobert und Phanagoria wurde durch das auf den Ruinen Hermonassas errichtete Samkarsch verdrängt. Im 11. (?) Jahrhundert wurde die Stadt ein Handelspunkt der Venezianer und Genuesen und 1349 Sitz des Erzbistums Matrega. In dieser Stadt dominierte eine der Familien Genuas, die in ihrer Heimatstadt oder im mächtigen Caffa keine Aufstiegsmöglichkeiten gesehen hatten, die Guisulfi, allen voran Simone de Guisulfis. Er hatte zwischen 1410 und 1415 den Posten eines custos castri Matrege inne und wurde Anfang der 1440er Jahre als dominus Matrege, also als Herr von Matrega bezeichnet. Wenig später fiel Matrega unter krimtatarische/osmanische Herrschaft und spielte danach keine Rolle mehr.

## Ausgrabungsort
Nach der Eroberung des Gebiets durch Russland 1792 begannen im 19. Jahrhundert Ausgrabungsarbeiten, die zur Freilegung eines Teils der Stadt und der Nekropole führten. Im 20. Jahrhundert wurden dann auch die unter Wasser liegenden Teile der Stadt erforscht.
Im August 2016 wurde eine Marmorsäule von Darius dem Ersten ausgegraben.